# I'm in the Band
I'm in the band je američka TV serija u produkciji preduzeća Disney XD . Snimanje je počelo 14. jula 2009. godine a zvanično je počeo da se emituje 18 januara 2010. Premijeru su pratili oko  860,000  gledalaca.
Radi se o jednom tinejdžeru Tripu Kampbelu, rodom iz Los Anđelesa, koji je oduvek maštao da bude u njegovom omiljenom bendu - Gvozdena Lasica (članovi: Derek Džupiter, Berger Pit, Aš Tajler). Njegov san se obistini kada na jednom takmičenju preko radija osvoji sastanak sa članovima benda. On uspe da ih impresionira svojim sviranjem i ubrzo postaje glavni gitarista benda. U početku, članovi Gvozdene Lasice se dvoume da li da prihvate mladog gitaristu u bend zbog njihove strašne rok reputacije. Mladić ipak uspeva da ih ubedi da je vredan benda. Istovremeno, ubeđuje i svoju mamu, Bet, koja je razvedena, da su članovi benda dobri mentori i modeli za njegovu budućnost i ponašanja. Trip ima i najbolju drugaricu, Izi Fuentes, koja ima ulogu pevačice u svom bendu i koja će redovno spašavati njega od kazni i drugih nevolja. 
Tripov ideal jeste da uzdigne bend sa koncertom koji će da preporodi bend. Ali do tad, bend prolazi kroz teške, ali i smešne faze. 

## Glavne uloge
- Trip Kampbel - Logan Miler
- Aš Tajler - Stiven Ful
- Berger Pit - Greg Bejker
- Isabela Fuentes - Tejlor Lav
- Derek Džupiter - Stiv Valentin

## Spoljašnje veze
- Zvanični veb-sajt
- I'm in the Band na sajtu  (jezik: engleski)
- I'm in the Band na sajtu  (jezik: engleski)